# Mustaj Karim
Mustaj Karim, urodzony jako Mustafa Saficz Karimow (Mostafa Safa uły Karimow) (ros. Мустай Карим (Мустафа́ Са́фич Кари́мов), baszk. Мостай Кәрим (Мостафа Сафа улы Кәримов), ur. 20 października 1919 we wsi Klaszewo w powiecie ufijskim w guberni ufijskiej (obecnie w Baszkirii), zm. 21 września 2005 w Ufie) – baszkirski, radziecki i rosyjski poeta, pisarz i dramaturg, ludowy poeta Baszkirskiej ASRR.

## Życiorys
Już we wczesnym dzieciństwie pisał wiersze. Studiował w Baszkirskim Państwowym Instytucie Pedagogicznym im. Timiriazewa, 1938-1939 pracował w gazecie "Pionier", 1939-1941 był konsultantem Związku Pisarzy Baszkirskiej ASRR. W 1935 rozpoczął działalność literacką, w 1938 wydał pierwszy zbiór wierszy Otriad tronułsia, a w 1941 tom Wiesennije Gołosa. Zaraz po ukończeniu instytutu w 1941 został powołany do Armii Czerwonej i skierowany do szkoły łączności w Muromiu, od maja 1942 w stopniu młodszego porucznika służył jako szef łączności dywizjonu artylerii w 17 Brygadzie, w walkach pod Mcenskiem 25 sierpnia 1942 został ciężko ranny i na pół roku odesłany do szpitala. Od marca do maja 1943 pracował w gazecie frontowej Frontu Woroneskiego, po czym odwołany do rezerwy Głównego Zarządu Politycznego Armii Czerwonej, od sierpnia 1943 pracował w gazecie frontowej 3 Frontu Ukraińskiego. Szlak bojowy zakończył w Wiedniu. Heroizm i tragizm wojny z Niemcami oddał w wielu wierszach i poematach. W 1947 opublikował książkę Wozwraszczenije. Z czasem zaczął tworzyć poezję filozoficzną. Był autorem m.in. dramatów Strana Ajgul (1967) i Pieszyj Machmut (1981), tragedii W nocz łunnogo zatmienija (1963), Saławat. Siem snowidieni skwoz jaw (1971) i Nie brosaj ogoń, Prometej (1975) i komedii Pochiszczenije diewuszki (1958). W 1955 został deputowanym do Rady Najwyższej RFSRR, był też deputowanym do Rady Najwyższej Baszkirskiej ASRR. Przewodniczył Związkowi Pisarzy Baszkirskiej ASRR, był też sekretarzem zarządu Związku Pisarzy RFSRR.

## Odznaczenia i nagrody
- Medal Sierp i Młot Bohatera Pracy Socjalistycznej (19 października 1979)
- Order Lenina (dwukrotnie, 1967 i 1979)
- Order „Za zasługi dla Ojczyzny” II klasy (9 listopada 2004)
- Order „Za zasługi dla Ojczyzny” III klasy (28 kwietnia 1995)
- Order Wojny Ojczyźnianej I klasy (1985)
- Order Wojny Ojczyźnianej II klasy (1945)
- Order Czerwonego Sztandaru Pracy (dwukrotnie, 1955 i 1962)
- Order Przyjaźni Narodów (1984)
- Order Czerwonej Gwiazdy (1944)
- Order „Znak Honoru” (1949)
- Nagroda Leninowska (1984)
- Nagroda Państwowa ZSRR (1972)
- Order Saławata Jułajewa Republiki Baszkortostanu (2003)

I medale.